# Donaumünster

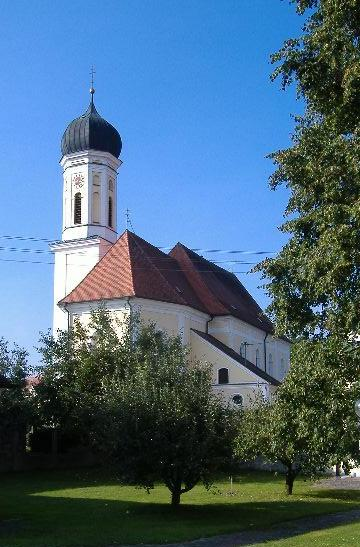
Mariä Himmelfahrt Kirche

Donaumünster (bis zum 11. Februar 1924 Münster) ist ein Gemeindeteil der Gemeinde Tapfheim im Landkreis Donau-Ries (Regierungsbezirk Schwaben, Bayern) und eine Gemarkung. In der Gemarkung liegen das Pfarrdorf Donaumünster und die Einöde Furtmühle.

## Geschichte
Donaumünster, bis 1924 nur Münster, lag früher in der Gemarkung Erlingshofen und war zunächst im Besitz des Klosters Reichenau am Bodensee. Seit dem 13. Jahrhundert findet sich dann das Rittergeschlecht der Herren zu Münster, deren Burg am rechten Donauufer 1256 erstmals nachweisbar wird. Seit 1363 im Besitz des Grafen Ludwig des Älteren von Oettingen, wurde der ganze Besitz 1365 dem Kloster Heilig-Kreuz in Donauwörth verkauft. 1560 zählte das Dorf acht Höfe und 44 Sölden die alle unter der Grundherrschaft des Klosters Heilig-Kreuz standen.  
Nach der von Napoleon betriebenen Säkularisation kam 1803 Münster an die Fürsten von Oettingen-Wallerstein, die u. a. das gesamte Kirchengut samt dem sog. Schloss Donaumünster, wie andere Liegenschaften in Bayern und Baden-Württemberg, zum Ausgleich der Gebietsverluste ihrer Herrschaft Dagstuhl (heute zu Wadern im Saarland) zugesprochen bekamen. Darauf fiel Donaumünster an Bayern. 1804 wurde Donaumünster durch die Verwaltungsneugliederung Bayerns in das Landgericht Höchstädt eingegliedert.
Donaumünster war eine Gemeinde im Landkreis Donauwörth und wurde am 1. Juli 1972 im Zuge der Gebietsreform in Bayern sowohl dem Landkreis Donau-Ries, der bis zum 1. Mai 1973 die Bezeichnung Landkreis Nördlingen-Donauwörth trug, zugeschlagen, als auch in die Gemeinde Tapfheim eingemeindet.

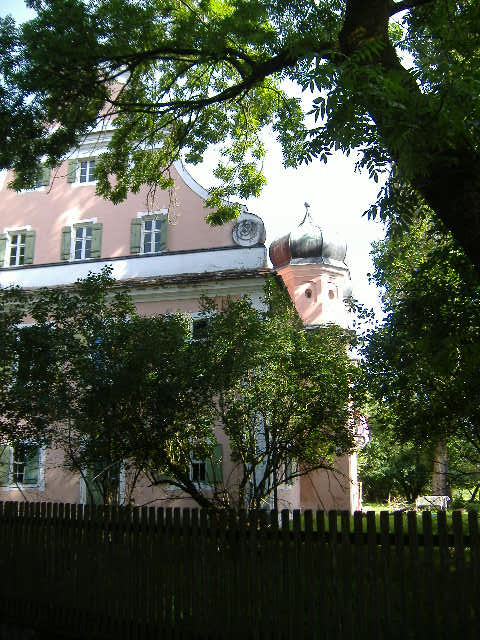
Schloss Donaumünster

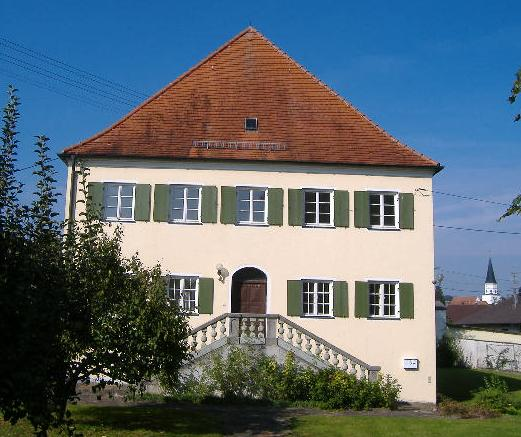
Alter Pfarrhof

## Pfarrei
Die katholische Pfarrei mit der Kirche Mariä Himmelfahrt in Donaumünster gehört zur Pfarreiengemeinschaft Tapfheim im Dekanat Donauwörth im Bistum Augsburg.
Der Ortsfriedhof an der Kirche wurde im Jahre 2008 im Friedhofsprojekt des Bayerischen Landesvereins für Familienkunde fotografiert. Über 800 Grabinschriften sind abrufbar.
Zur Pfarrei gehören die Filialkirche Sankt Vitus in Erlingshofen (mit Bauernhansenschwaige, Obere Hoserschwaige, Untere Hoserschwaige und Rothhahnenschwaige), ferner Abtsholzerhof, Bäldleschwaige, Birkschwaige, Dreiwinkelschwaige, Hubelschwaige, Furtmühle, Hundeschwaige, Kilischwaige, Ludwigsschwaige, Rettingen und Seibertsweiler.

## Baudenkmäler
Neben der Pfarrkirche Mariä Himmelfahrt stehen im Ort unter Denkmalschutz das Schloss Donaumünster, das Pfarrhaus (1772), ein Kleinhaus, die Wegkapelle an der Dillinger Straße und ein Grenzstein.

## Persönlichkeiten
- Anastasius Falck (1706–1761), Karmelit und Prior
- Alexander Freiherr von Bernus (1880–1965) ist auf Schloss Donaumünster verstorben.